# KTM-6
KTM-6 (podle unifikovaného číslovaní 71-606, jiný název je Ural-6) byl sovětský prototyp tramvaje podniku UKVZ, která měla nahradit masově rozšířený typ KTM-5.
Hlavním rozdílem bylo nové přední, více zaoblené čelo, které mělo působit moderněji. Vyměněn byl i statický měnič a výrazně změněno osvětlení vozu. 
Vývoj byl zahájen roku 1973, o tři roky později vznikly dva prototypy, jež byly zkoušeny nejprve u výrobce a později v čeljabinské tramvajové síti. Testy přinesly relativně dobré výsledky, např. se ukázala nižší spotřeba elektřiny. Jeden z prototypů byl rovněž představen roku 1976 na výstavě v Moskvě. Model KTM-6 však nebyl nakonec schválen do výroby; obě zkušební tramvaje tak zůstaly až do roku 1992 v usť-katavském závodě, některé jejich prvky byly použity při modernizacích velmi rozšířeného vozu typu KTM-5.